# Siikajärvi (sjö i Kouvola, Kymmenedalen)
Siikajärvi är en sjö i kommunen Kouvola i landskapet Kymmenedalen i Finland. Sjön ligger 73,1 meter över havet. Den är 10,48 meter djup. Arean är 90 hektar och strandlinjen är 7,44 kilometer lång. Sjön  ingår i Kymmene älvs huvudavrinningsområde.   Den ligger omkring 70 km norr om Kotka och omkring 140 km nordöst om Helsingfors. 
I sjön finns öarna Kotosaari och Haarasaari. 